# World of Warcraft: Legion
World of Warcraft: Legion is de zesde uitbreiding op het massively multiplayer online role-playing game (MMORPG) World of Warcraft. Legion werd aangekondigd in augustus 2015 op Gamescom en uitgebracht op 30 augustus 2016.
De uitbreiding verhoogde het maximum level van 100 naar 110. Ook introduceerde Legion de demon hunter als nieuwe klasse, The Broken Isles als nieuw 
continent en artefacten voor elke klasse.

## Verhaal
Het verhaal volgt direct op de gebeurtenissen van Warlords of Draenor. De Alliance en Horde denken dat ze Gul'dan hebben kunnen verslaan tijdens de invasie van de Hellfire Citadel. Echter, Gul'dan heeft kunnen ontsnappen naar het hedendaagse Azeroth. Daar heeft hij een manier gevonden om de originele Burning Legion en zijn meester, Sargeras, naar Azeroth te brengen.